# Poison (film)
Pour les articles homonymes, voir Poison (homonymie).
Pour plus de détails, voir Fiche technique et Distribution.
Poison est un film américain réalisé par Todd Haynes sorti en 1991.
Les trois histoires sont inspirées des romans Notre Dame des Fleurs, Miracle de la rose, Pompes funèbres et Journal du voleur de Jean Genet.

## Synopsis
Le film est constitué de trois histoires différentes :
- La première Hero reconstitue le meurtre par Ritchie Beacon de son beau-père, et essaie de comprendre, comment, ensuite, il a pu, croyant se défenestrer, s'envoyer dans les airs.
- La seconde, Horror, raconte la tragédie du docteur Graves qui avale par erreur le sérum à la base de l'énergie sexuelle qu'il vient de découvrir. Il devient alors un monstre criminel et finit par se suicider.
- Enfin, la troisième, Homo, voit le prisonnier John Broom s'éprendre d'un codétenu qu'il a connu dans une maison de redressement.

## Fiche technique
- Titre : Poison
- Scénario : Todd Haynes d'après Jean Genet
- Format : noir & blanc/couleur - mono
- Durée : 85 minutes
- Date de sortie : 27 novembre 1991 (France) ;  janvier 1991 (États-Unis)

## Distribution
- Edith Meeks : Felicia Beacon
- Millie White : Millie Sklar
- Buck Smith : Gregory Lazar
- Anne Giotta : Evelyn McAlpert
- Lydia Lafleur : Sylvia Manning

## Distinctions
- Grand prix du Jury au Festival de Sundance
- Meilleur film américain aux Teddy Awards à la Berlinale